# Paul Devlin
Pour les articles homonymes, voir Devlin.
Paul John Devlin, couramment appelé Paul Devlin, est un footballeur international écossais, né le 14 avril 1972, à Birmingham. Évoluant au poste de milieu de terrain, il est particulièrement connu pour ses saisons à Notts County, Birmingham City, Sheffield United et Watford.
Il compte 10 sélections en équipe d'Écosse.

## Biographie

### Carrière en club
Natif de Birmingham, il est formé à Boldmere St. Michaels puis Tamworth avant de s'engager pour le club non-league des Stafford Rangers en 1991. Il y restera moins d'un an, le temps de se faire repérer par les scouts de clubs de la Football League, notamment ceux de Notts County pour qui il s'engagera le 22 février 1992 pour y travailler sous la direction de Neil Warnock.
Il ne joua pas beaucoup lors de sa première saison et Notts County fut relégué en deuxième division à la suite d'une 21e place. Il ne put ainsi pas participer à la saison inaugurale de la Premier League en 1992-93.
La saison suivante en deuxième division fut aussi compliquée, Notts County luttant pour éviter la relégation, se sauvant à la suite d'un changement d'entraîneur, Mike Walker remplaçant Neil Warnock, en terminant à la 17e place.
C'est uniquement pendant la 1993-94 que Paul Devlin devint un titulaire indiscutable, enchaînant des performances de haut niveau et permettant à son club de terminer à une très honorable 7e place.
Malheureusement, la saison suivante, avec un nouvel entraîneur aux commandes, Russell Slade (en) fut catastrophique et vit Notts County être de nouveau relégué, cette fois-ci en troisième division.
Paul Devlin se montra alors loyal envers son club en acceptant de jouer la saison 1995-96 en troisième division alors même qu'il était sur les tablettes de clubs plus huppés. Toutefois, après avoir réussi un très bon début de saison leur permettant d'envisager avec optimisme une remontée immédiate, Notts County accepta de le vendre pendant le mercato d'hiver. Devlin s'engagea alors en janvier 1996 pour Birmingham City, alors en deuxième division, lors d'un transfert d'un montant de 250.000£.
Il resta deux années à Birmingham City, y enchaînant des performances de bon niveau avec un très bon ratio de buts par matches pour un milieu de terrain en marquant plus d'un but tous les trois matches.
Il fut alors engagé par Steve Thompson (en) pour Sheffield United en février 1998, lors d'un transfert d'un montant de 200.000£. Lors de sa première saison avec ses nouvelles couleurs, il fut souvent sanctionné, récoltant 11 cartons jaunes. Il fut brièvement prêté en novembre 1998 à son club des débuts, Notts County, y jouant 5 matches.
En février 2002, il s'engagea, d'abord en prêt puis pour un transfert définitif, de nouveau avec Birmingham City, sous la direction de Steve Bruce, découvrant à cette occasion la Premier League. Toutefois, son contrat arriva à échéance à la fin de la saison 2003-04 et ne fut pas prolongé.
Il rejoignit alors Watford et l'entraîneur Ray Lewington (en), apportant son expérience à ce club de deuxième division. Après une bonne première saison, une blessure gâcha sa saison suivante. Pendant son indisponibilité, Watford connut un changement d'entraîneur, Ray Lewington (en) étant remplacé par Aidy Boothroyd.
Paul Devlin, à son retour de blessure, eut des difficultés à retrouver autant de temps de jeu qu'avec l'ancien entraîneur et il fut décidé de le libérer de son contrat pour qu'il puisse s'engager gratuitement avec Walsall le 17 janvier 2006.
Malheureusement, il connut une grave blessure juste une semaine après sa signature pour son nouveau club. Il eut ensuite de grosses difficultés pour s'imposer dans l'équipe et demanda son transfert en avril 2006. Cette demande fut mal reçue et jugée égoïste car elle tombait dans une période où Walsall luttait pour son maintien et où le club avait besoin d'unité. 
Il rejoignit alors le club irlandais de Bohemian s'y engageant en juillet 2006 jusqu'à la fin de la saison en championnat d'Irlande. Toutefois, il quitta le club dès la fin août, mettant une fin prématurée à sa seule expérience hors d'Angleterre, à la suite du renvoi de l'entraîneur qui l'avait recruté, Gareth Farrelly (en).
Pour la suite de sa carrière, il s'engagea pour quelques piges dans des clubs non-league, notamment pour son club formateur en junior, Tamworth puis pour Sutton Coldfield Town F.C. (en) (à deux occasions), Halesowen Town F.C. (en), Rugby Town F.C. (en) (comme joueur et assistant de l'entraîneur) et enfin Stratford Town F.C. (en). 
Après avoir mis un premier terme à sa carrière fin 2008, il ressortit de sa retraite pour s'engager avec le club non-league de Romulus F.C. (en) en juin 2012.

### Carrière internationale
Né en Angleterre, n'ayant jamais pour un club écossais, il passe la totalité de sa carrière dans le championnat anglais (mis à part 8 matches joués en Irlande avec le Bohemian) mais est sélectionnable pour l'équipe d'Écosse, de par son père qui est écossais (de Coatbridge dans le North Lanarkshire).
Paul Devlin reçoit 10 sélections en faveur de l'équipe d'Écosse. Il joue son premier match le 15 octobre 2002, pour une victoire 3-1, à l'Easter Road d'Édimbourg, contre le Canada en match amical. Il reçoit sa dernière sélection le 6 septembre 2003, pour une victoire 3-1, à l'Hampden Park de Glasgow, contre les Féroé en éliminatoires de l'Euro 2004. Il n'inscrit aucun but lors de ses 10 sélections et a reçu a deux occasions un carton jaune.
Il participe avec l'Écosse aux éliminatoires de l'Euro 2004.

## Palmarès
- Stafford Rangers :
  - Vainqueur de la Staffordshire Senior Cup (en) en 1992

- Notts County :
  - Vainqueur de la Coupe anglo-italienne en 1994-95
  - Finaliste de la Coupe anglo-italienne en 1993-94